# Mitromorpha grammatula
Mitromorpha grammatula é uma espécie de gastrópode do gênero Mitromorpha, pertencente a família Mitromorphidae.